# IC 1905
IC 1905 је тројна звијезда у сазвјежђу Персеј која се налази на листи објеката дубоког неба у Индекс каталогу.
Деклинација објекта је + 41° 21' 59" а ректасцензија 3h 18m 48,0s.